# Теория культуры Бронислава Малиновского
Теория культуры Бронислава Малиновского (англ. Scientific theory of culture) — это функциональный подход к пониманию культуры британского антрополога польского происхождения Бронислава Малиновского. Согласно данной теории, культура представляет собой совокупность определённым образом организованных элементов, которые взаимодействуют между собой и зависят друг от друга. Основным двигателем культуры являются человеческие потребности (первичные и производные). При этом человек, удовлетворяя свои потребности, действует в рамках общественных институтов, норм, правил, а каждое его действие отвечает также и потребностям общества.
Теория сложилась в первой трети XX века.

## Предыстория
Б.Малиновский отмечал несовершенство существующих подходов антропологии к изучению человека, критически оценивая деятельность своих предшественников.

«Оглядываясь на достижения предыдущего столетия, мы обнаруживаем всего лишь разрозненное собрание антикварного хлама и обрывков знаний, включая этнографическую эрудицию, измерение и подсчёт черепов и костей, а также набор сенсационных сведений о наших — лишь наполовину человеческих — предках».
В частности, антрополог критически относился к эволюционистским методам Э.Тайлора, сегрегации африканских народов. Б.Малиновский выступал против вмешательства в жизнь местного населения и за неприкосновенность и сохранение их культурной самобытности.
Учёный обращал внимание на необходимость создания полноценной теории культуры для более глубокого понимания общества и человека в нём. По мнению Малиновского, научная теория культуры должна была обладать качествами, в которых антропология на тот период испытывала острую нехватку. Теория должна была стать холистической, номотетической, не лишённой эмпирического опыта и включённого наблюдения .

## Понятие культуры

### Первичные и производные потребности
Б.Малиновский определял культуру как инструментальный аппарат, служащий для удовлетворения человеческих потребностей. Отправной точкой существования человека является животный мир, и чтобы выйти из него и шагнуть на следующую ступень, человек создаёт свой собственный мир – мир культуры. В  рамках этого сотворённого самим собой мира человек продолжает удовлетворять свои биологические, «базовые» потребности: потребность в питании, безопасности, телесном комфорте, движении, продолжении рода и др .
Однако сущность культуры не ограничивается удовлетворением биологических потребностей. По мере того, как развивается созданный человеком «мир», усложняются формы общественной организации и взаимозависимости между людьми, появляются новые, более сложные, отличные от биологических, человеческие потребности.

«...человек нуждается в удовлетворении потребностей своего тела. Он должен организовать свою жизнь и выполнять все необходимые действия для того, чтобы питаться, согреться, укрыться, одеться, защитить себя от холода, от ветра и непогоды. Он должен обеспечить себе защиту от внешних врагов и опасностей, будь то стихии, звери или люди. Все эти первичные задачи человеческого существа разрешимы для индивида через создание артефактов, организацию групп сотрудничающих индивидов, а также через развитие знания, ценностной ориентаций и этики».
Так, культура в ходе реализации своих основных функций постоянно создаёт новые мотивационные элементы, которые заставляют общество двигаться вперёд и непрерывно совершенствоваться, – так называемые вторичные, производные потребности.
При этом каждый человек существует и действует в прямой зависимости от общества, к которому он принадлежит, а именно от его культурных ценностей. И каждый раз удовлетворяя свои потребности, человек ограничен своим культурным окружением, существующими в обществе нормами, правилами, обычаями, а в первоначальном виде – потребностями общества.

### Базовые потребности и культурные ответы
Б. Малиновский показал, как базовые потребности человека находят свои культурные ответы:
| Потребность      | Ответ        |
| Обмен веществ    | Снабжение    |
| Телесный комфорт | Укрытие      |
| Безопасность     | Защита       |
| Движение         | Деятельность |
| Развитие         | Обучение     |
| Здоровье         | Гигиена      |

При этом каждая личная потребность человека получает организованное оформление общественными правилами и нормами. Общественные институты являются звеном в реализации потребностей, например: существуют национальные системы снабжения, контролируемые и/или созданные племенем или государством. Потребность к продолжению рода у отдельного человека встречает заинтересованность всей общины, семьи в рождении нового члена общества, его пользе, а беременность и ранние стадии родительства контролируются обычаями и сводом правил, существующими в обществе. Потребность в движении реализуется посредством специально устроенных и организованных видов деятельности (спорт, танцы, игры), при этом игры, например, отвечают рекреативным, обучающим (освоение новых навыков в игровой форме) потребностям общества, и так далее. Следование данным правилам – залог сохранения системы, общества и самого человека .
Таким образом, Б.Малиновский полагал, что вся деятельность и жизнь человека подчинена культурным правилам, при этом значение имеет не столько отношение человека к своим поступкам, сколько их восприятие обществом: насколько они являются полезными для общественных групп, насколько соответствуют существующим обычаям и нормам, помогают поддерживать и постоянно совершенствовать сложившуюся систему.
Культура, таким образом, представляет собой функциональную целостность связанных между собой взаимозависимых элементов. А движущая сила этой системы – необходимость удовлетворения потребностей человека.

## Элементы культуры
Б.Малиновский представлял культуру в виде системы со следующими элементами:
1. Внешние факторы, определяющие культуру

- биологические потребности человека (обмен веществ, продолжение рода, безопасность, движение, здоровье)
- окружающая среда (климат, земельные ресурсы, почва, вода, флора, фауна)
- раса
- история
- культурные контакты

1. Основные функциональные аспекты культуры

- экономика (материальные средства, система собственности, обмен валют, распространение, потребление)
- воспитание (дома, в кругу родных и близких, в школе, в экономических объединениях)
- политическое устройство (форма власти в социальных институтах)
- право (правовые нормы, разновидности наказаний, мораль обычаи, этикет)
- искусство
- наука
- досуг

1. Универсальные аспекты культуры

- материальный субстрат (сухопутные дороги, водные пути, строительство, орудия труда, потребительские товары
- общественная организация (семья и родственники, территориальные группы, объединения по возрасту, полу, трудовой деятельности, религиозные объединения)
- язык (фонетика, словарный запас, язык как проявление общественных различий)

## Центральные категории теории

### Понятие «институт»
Б.Малиновский отводит понятию «институт» основополагающую роль в теории культуры и для антропологии в целом, говоря, что 

«...никакой элемент, "признак" культуры, обычай или идея не определяются и не могут быть определены иначе как путём помещения в реальный и релевантный контекст культурного института. Мы настаиваем, что анализ культуры с точки зрения социальных институтов — не только единственно возможный, но и необходимый путь. Как мы полагаем, институт является реальной обособленной единицей для анализа культуры».
Под социальными институтами понимались семья, клан, локальное сообщество, племя – они также дают начало организованным группам, объединённым экономической кооперацией, политической, правовой и образовательной деятельностью. Каждый социальный институт обладает структурой, чёткой иерархией .

### Понятие «функция»
Каждое действие человека определяется какими-либо мотивами, несёт за собой цели, функции:

«...под функцией всегда подразумевается удовлетворение потребности, идёт ли речь о простейшем акте употребления пищи или о священнодействии, участие в котором связано со всей системой верований, предопределённой культурной потребностью слиться воедино с живым Богом».
При этом Б.Малиновский отмечает, что каждый акт удовлетворения потребностей выполняется в рамках более сложной системы деятельности человека. Например, потребность в пище может выражаться в добыче огня, которая, в свою очередь, является элементом института домашнего хозяйства, охоты, игры.
Так, функция определяется как вклад, вносимый в упрочение социальной текстуры, в более широкое и организованное распределение благ и услуг, а также идей и верований. То есть нечто ценное и полезное не только для отдельного индивида, но и для общества.

## Критика
Теория культуры Б.Малиновского неоднократно подвергалась критике со стороны антропологов и этнологов. В частности:
- Автор структурной антропологии и теории инцеста, К.Леви-Строс называл подход Малиновского биологизаторством культуры [8].
- Советский этнограф С.А.Токарев обвинял Малиновского в антиисторизме [9].
- Э.Эванс-Причард, также представитель функционализма, видел теорию описательной, тривиальной, многословной [10].

### На русском языке
- Малиновский Б. Функциональный анализ // Антология исследований культуры. Т. 1: Интерпретации культуры. – СПб: «Университетская книга», 1997. – С.683–698.
- Малиновский Б. Научная теория культуры. — М.: ОГИ, 2005. – С.15–176.
- Малиновский Б. Аргонавты западной части Тихого океана. – РОССПЭН, 1922. – С.240–472.
- Малиновский Б. Научные принципы и методы исследования культурного изменения // Антология исследований культуры. Т. 1: Интерпретации культуры. – СПб: «Университетская книга», 1997. – С.373–384.
- Малиновский Б. Магия, наука и религия. — М.: «Рефл-бук», 1998. — 304 с.
- Леви-Стросс К. Структурная антропология. – М.: Наука, 1985. – С.20
- Токарев С.А. История зарубежной этнографии. – М.: Высшая школа, 1978. – С.235
- Эванс-Причард Э. История антропологической мысли. – М.: Вост. лит., 2003. – С.243–244.
- Рэдклифф-Браун А.Р. Структура и функция в примитивном обществе. – М.: Вост. лит., 2001. – С.220–237.
- Беляев А.С. Этнографическая теория языка Бронислава Малиновского: Истоки и развитие / диссертация ... кандидата филологических наук : 10.02.19. — Воронеж, 2002. — 158 с.
- Сонгинайте Н. С. Социальная антропология Бронислава Малиновского // Журнал социологии и социальной антропологии. — 1998. — Т. 1. — № 2. С. 33—40.

### На других языках
- Flis M. Malinowski a Radcliffe-Brown: dwie wersje funkcjonalizmu. — Warszawa, 1985 — S.51–52.
- Daszkiewicz W. Bronisława Malinowskiego funkcjonalna teoria kultury // Człowiek w Kulturze. — 2014. — №24. S.337–338.
- Malinowski B. Dynamika przemian kulturowych. Studium stosunków rasowych w Afryce — Warszawa, 1958 — S.165.
- Malinowski B. Culture // Encyclopedia of the Social Sciences. — New York, 1931 — 621—645.
- Malinowski B. Sex, Culture and Myth. — New York, 1962.
- Pine F. Funkcjonalizm Malinowskiego w tradycji brytyjskiej antropologii społecznej // Antropologia społeczna Bronisława Malinowskiego. — Warszawa, 1985. — S.93—106.
- Kubik J. O pojęciu funkcji w antropologii Malinowskiego // Antropologia społeczna Bronisława Malinowskiego. — Warszawa, 1985. — S.139—157.
- Mach Z. Metoda intensywnych badań terenowych w historii antropologii społecznej // Antropologia społeczna Bronisława Malinowskiego. — Warszawa, 1985. — S.34—49.
- Paluch A.K. Mistrzowie antropologii społecznej. — Warszawa, 1990.
- Leach E.R. The Epistemological Background to Malinowski’s Empiricism // Man and Culture. An Evaluation of the Work of Bronislaw Malinowski. — London, 1957.